# Sarah-Léonie Cysique
Sarah-Léonie Cysique (Sarcelles, 6 de julho de 1998) é uma judoca francesa, campeã olímpica.

## Carreira
Cysique esteve nos Jogos Olímpicos de Verão de 2020 em Tóquio, onde participou do confronto de peso leve, conquistando a medalha de prata em disputa contra a kosovar Nora Gjakova. Além disso, compôs o grupo francês campeão olímpico detentor da medalha de ouro na disputa por equipes.